# Ifrån Leonard
Ifrån Leonard är en brevnovell av Carl Jonas Love Almqvist. Den ingår i band I av den så kallade imperialoktavupplagan av Törnrosens bok, vilket utkom 1839. Brevet, som är daterat till ”den 3 sept. 1826”, föregås av ett musikstycke. I originalutgåvan utgjorde novellen ett uppslag, varför det var möjligt att klistra samman två blad och därmed förhindra att den lästes. Att så skedde har Zacharias Topelius berättat. Skälet var att brevet berör ämnet könssjukdomar, vilket gjorde att texten ansågs som olämplig läsning för unga kvinnor.